# Brisas del Plata
Brisas del Plata ist eine Ortschaft in Uruguay.

## Geographie
Sie befindet sich auf dem Gebiet des Departamento Colonia in dessen südöstlichem Teil im Sektor 4. Brisas del Plata grenzt mit seiner südlichen Seite unmittelbar an das Ufer des Río de la Plata. Unweit östlich des Ortes befindet sich die Mündung des Arroyo Cufré, der hier gleichzeitig die Grenze zum Nachbardepartamento San José bildet. Die nächste Ansiedlung in der Umgebung ist das knapp zwei Kilometer westlich gelegene Santa Regina.

## Einwohner
Der Ort hatte bei der Volkszählung im Jahr 2011 27 Einwohner, davon 14 männliche und 13 weibliche.
| Jahr | Einwohner |
| ---- | --------- |
| 1963 | 4         |
| 1975 | 16        |
| 1985 | 12        |
| 1996 | 16        |
| 2004 | 19        |
| 2011 | 27        |

Quelle: Instituto Nacional de Estadística de Uruguay